# Obóz Internowanych nr 15 w Toruniu

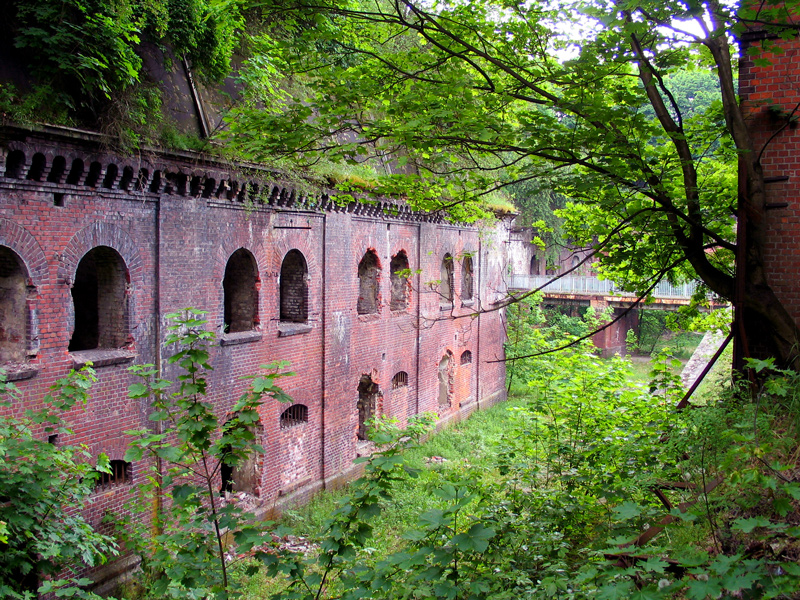
Fort XI, stan - 2011 rok

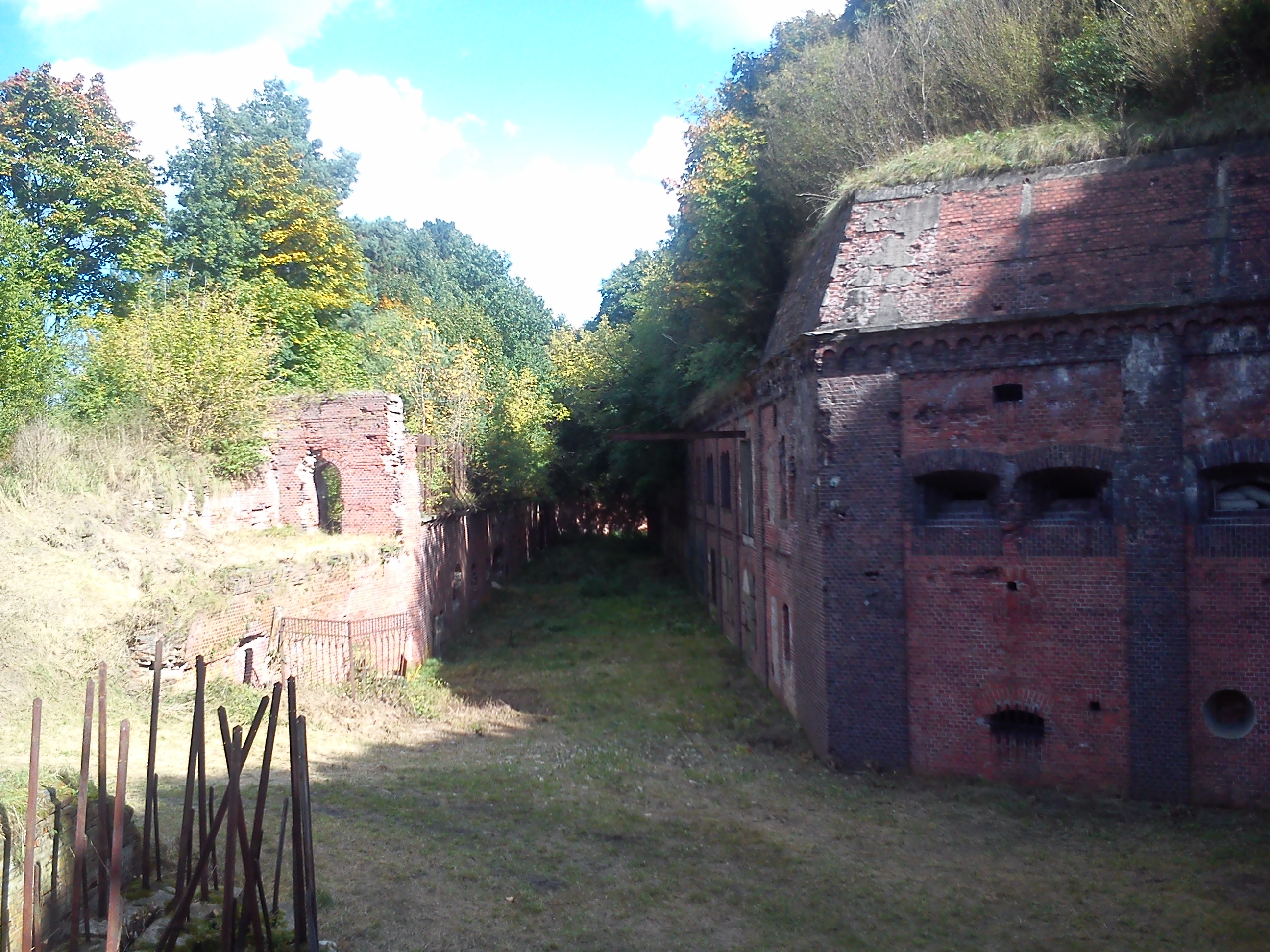
Fort XIII, stan - 2013 rok

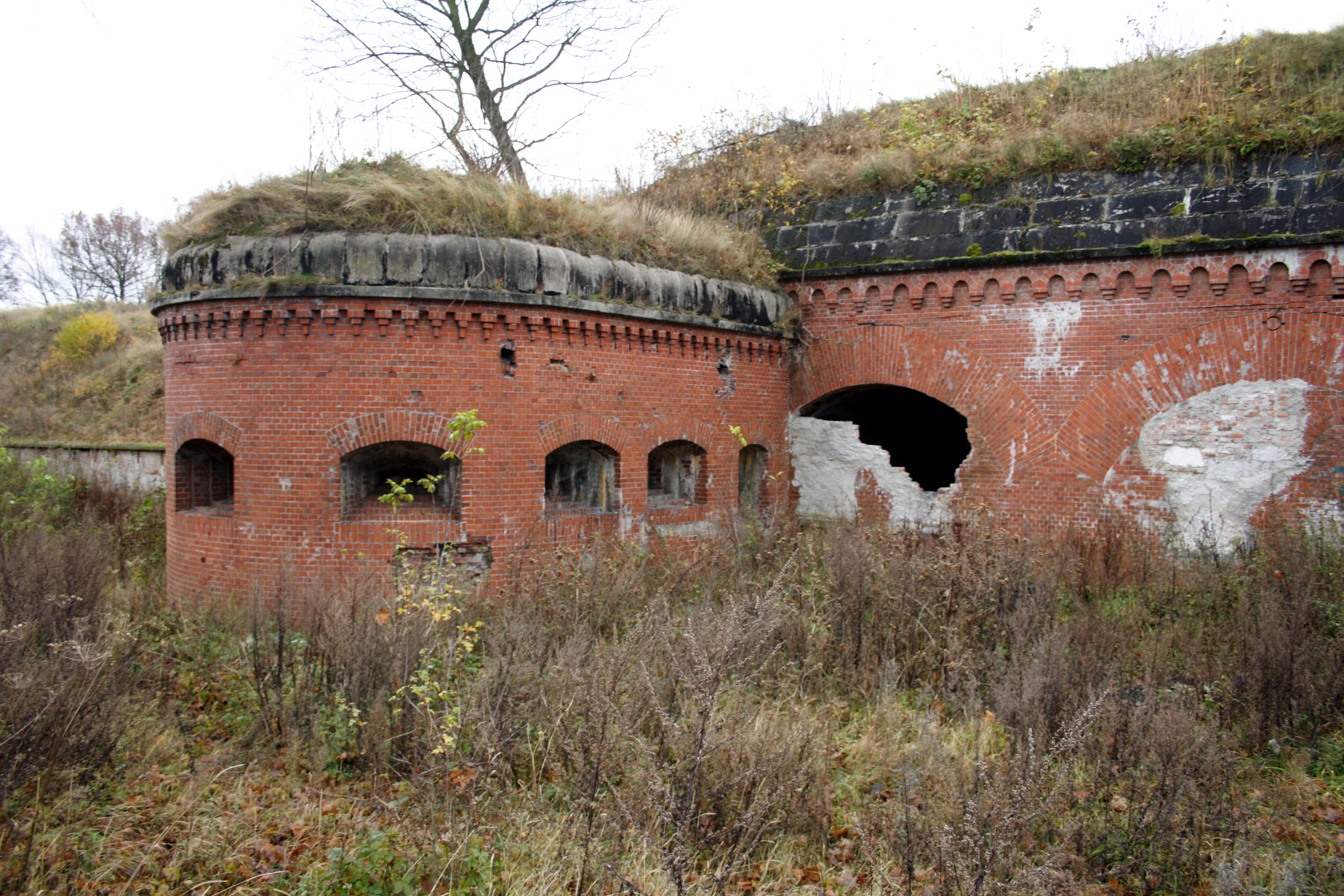
Fort XII, stan - 2007 rok

Obóz Internowanych nr 15 w Toruniu - obóz przeznaczony dla internowanych żołnierzy rosyjskich walczących u boku Wojska Polskiego w wojnie polsko-bolszewickiej, istniejący między grudniem 1920 a jesienią 1921. 

## Organizacja obozu
Pierwszy transport internowanych do obozu dotarł na miejsce 20 grudnia 1920. Składał się on z 1000 oficerów i żołnierzy z oddziałów gen. Stanisława Bułaka-Bałachowicza. W pięć dni później na miejsce dotarł kolejny transport, liczący dwa tysiące osób, w którym obok żołnierzy Bułaka-Bałachowicza znajdowali się też byli członkowie III Armii Rosyjskiej gen. Peremikina, pod formalnym zwierzchnictwem generała Wrangla. Zachowana dokumentacja obozu nie pozwala jednak na określenie ich dokładnej liczby. 
Obóz został zlokalizowany w dziewiętnastowiecznych fortach Twierdzy Toruń: forcie XI, forcie XIII, forcie XV. Ponadto fort XIV i fort XII zostały zaadaptowane na kompanie wartownicze, a fort II na szpital. Dowódcą całości został pułkownik Gawroński. 

## Warunki w obozie
Warunki mieszkaniowe i sanitarne na terenie obozu nie były dobre. Mimo faktu, iż pomieszczenia mieszkalne w fortach obliczane były na potrzeby 250-500 ludzi, na ich terenie lokowano nawet do 1000 osadzonych. Również mniejsze pomieszczenia, zaprojektowane dla 12 osób, były prowizorycznie adaptowane na mieszkanie w niektórych wypadkach nawet 40 internowanych. Szczególnie złe warunki panowały w forcie XI. W obozie nie różnicowano internowanych na oficerów i żołnierzy. Z kolei ich rodziny, z którymi początkowo nie wiedziano, co zrobić, umieszczono w końcu w barakach w pobliżu fortu XII. Internowani mogli dobrowolnie podejmować pracę na terenie Torunia i okolic, najczęściej w jednostkach wojskowych, dokąd byli kierowani w większych grupach. 
Trudne warunki codziennego bytowania motywowały wielu internowanych do podejmowania prób ucieczki. Zachowane dokumenty mówią o ponad 300 udanych przypadkach nielegalnego opuszczenia obozu tylko w okresie kwiecień-czerwiec 1921. Uciekinierzy kierowali się w stronę wschodnich województw Polski, większych miast lub też zostawali w Toruniu, korzystając z pomocy udzielanej przez obecnych w mieście rosyjskich emigrantów. 
Obóz został formalnie zamknięty jesienią 1921. Ci internowani, którzy zdobyli w międzyczasie legalną, stałą pracę, otrzymali kartę zwolnienia z obozu i kartę stałego pobytu, tworząc w latach następnych wyraźną w życiu miasta społeczność rosyjską. Pozostali zostali przeniesieni do Obozu Internowanych nr 7 w Tucholi.
Pomocnikiem lekarza w obozie był późniejszy biskup Polskiego Autokefalicznego Kościoła Prawosławnego Jerzy (Korenistow).